# Hayatia indica
Hayatia indica är en stekelart som beskrevs av Gennaro Viggiani 1982. Hayatia indica ingår i släktet Hayatia och familjen hårstrimsteklar. Inga underarter finns listade i Catalogue of Life.